# Pinedjem II
Pour les articles homonymes, voir Pinedjem.
Pinedjem II est grand prêtre d'Amon à Thèbes vers 988 à 966 avant l'ère commune. Il est le fils de Menkhéperrê, également grand prêtre d'Amon, et de la princesse Isetemkheb II, et hérite du pontificat après son frère aîné Nesbanebdjed II.

## Généalogie
Pinedjem II est le fils de Menkhéperrê, également grand prêtre d'Amon et fils du roi Pinedjem Ier, et de la princesse Isetemkheb II, fille du roi de tanite Psousennès Ier, lui-même étant le frère de Menkhéperrê et le fils de Pinedjem Ier.
Pinedjem II a deux épouses :
- sa sœur Isetemkheb III[2],[3] qui lui donne :
  - Psousennès III[3] qui lui succède au pontificat (bien qu'il puisse être donné comme fils de Neskhons)[2],
  - Hénouttaouy[3], divine adoratrice d'Amon après Maâtkarê[4],
  - Herouebenkhet[3],
- sa nièce Neskhons, fille de son frère Nesbanebdjed II[2],[3], dont il a :
  - une fille Nesytanebetisherou[2],[3],
  - une fille Itaouy[3],
  - un fils Tjanéfer II[3],
  - un autre fils Masaharta III[3].

## Biographie
Il succède à son frère aîné Nesbanebdjed II en tant que grand prêtre d'Amon au début du règne d'Amenemopet, vers l'an III. Il reste grand prêtre d'Amon jusqu'à l'an X du règne de Siamon au plus tard, où il est remplacé par son fils Psousennès III. 
C'est à partir de son pontificat que les rois tanites prennent de plus en plus le pas sur les grands prêtres d'Amon. C'est aussi sous son pontificat que sa tante Maâtkarê est remplacée par sa fille Hénouttaouy en tant que divine adoratrice d'Amon.
Il est actif dans la sauvegarde des momies royales, activités qui va continuer sous le pontificat de son fils. C'est à la fin de son pontificat qu'est réglée la question de l'héritage entre les descendants de son épouse Neskhons, décédée en l'an V du règne de Siamon (soit cinq ans avant lui), et ceux de l'autre épouse du père de Neskhons, Nesbanebdjed II, sa tante Hénouttaouy, par un décret oraculatoire d'Amon ayant eu lieu en l'an VIII du règne de Siamon, soit trois ans après la mort de Neskhons.
Sous son pontificat a lieu le déplacement de certaines momies royales du Nouvel Empire. Pinedjem Ier avait fait restaurer et réinhumer un certain nombre de momies royales dans le tombeau d'Amenhotep II (où elles resteront jusqu'à leur découverte en 1898) et celui de Séthi Ier. C'est en l'an X de Siamon, soit tout à la fin de son pontificat, que Pinedjem II fait déplacer les momies situées dans le tombeau de Séthi Ier vers celui non localisé de la reine Ahmès-Inhapy. Toutefois, elles ne devaient pas rester longtemps à cet endroit car c'est sous le règne de Sheshonq Ier que ces momies, ainsi que celles de la famille de Pinedjem Ier, seront déplacées définitivement dans le tombeau de Pinedjem II et de sa famille, où elles seront découvertes en 1881.

## Sépulture
La momie de Pinedjem II a été retrouvée intacte dans un hypogée creusé dans la falaise de Deir el-Bahari. Cette tombe prévue initialement pour le grand prêtre et les membres de sa famille a été ultérieurement transformée en cachette pour les momies royales déménagées de la vallée des Rois et mise à l'abri par les prêtres à la suite des pillages dont fut victime la nécropole royale au cours de la XXIe dynastie.

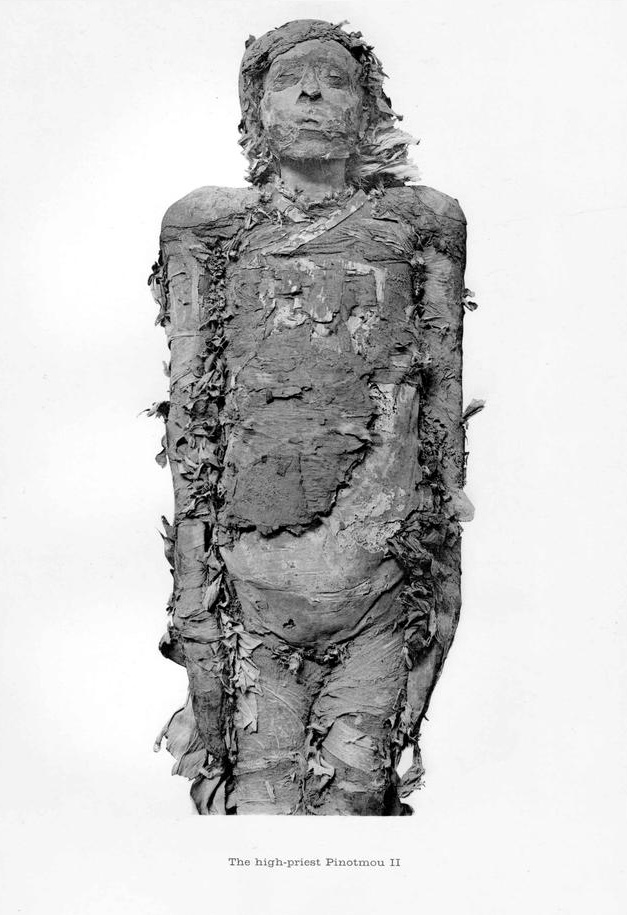
Momie de Pinedjem II